# Gürpınar (Van)
Gürpınar (armenisch Have-tzor oder Հայոց ձոր Hayots-tzor, kurdisch Payîzawa) ist eine Stadtgemeinde (Belediye) im gleichnamigen Landkreis der ostanatolischen Provinz Van und gleichzeitig eine Gemeinde der 2012 geschaffenen Büyükşehir belediyesi Van (Großstadtgemeinde/Metropolprovinz Van). Seit der Gebietsreform 2013 ist  die Gemeinde flächen- und einwohnermäßig identisch mit dem Landkreis.
Gürpınar liegt im Süden der Provinz und grenzt an die Provinzen Hakkâri und Şırnak. Mit einem Fünftel der Fläche ist Gürpınar die größte Gemeinde und hat die geringste Bevölkerungsdichte der Großstadtgemeinde. Sie besteht aus 79 Ortsteilen (Mahalle), die vor der Verwaltungsreform noch Dörfer (Köy) waren. 
Gürpınar hieß früher Kiğzi. Dieser Name stammt vom armenischen Wort für Insel ab. Die Verwaltungseinheit hieß auf Türkisch Avasor. Dieser Name ist trotz des kurdischen Anscheins („Rotes Wasser“) armenischen Ursprungs (Hayots-tzor) und bedeutet „Das Tal von Hayk“. Dies geht auf die Burg Hayk zurück, die sich im Mahalle Çavuştepe befindet.
In der Gemeinde befinden sich die armenischen Kloster Surp Marinos und Hogots, die nach dem Völkermord an den Armeniern zerstört wurden.

## Verwaltung
Der Kreis Gürpınar wurde 1936 gebildet (Gesetz Nr. 2885). Ende des Jahres 2012 umfasste er neben der Kreisstadt noch 71 Dörfer (Köy) in vier Bucaks (Güzelsu 30, Kırkgeçit 19, Yalınca 13 sowie dem zentralen Merkez Bucağı 9 Köy), die im Zuge der Verwaltungsreform von 2013 alle in Mahalle (Stadtviertel, Ortsteile) umgewandelt wurden und denen ein Muhtar als oberster Beamter vorstand. Die Zahl der Mahalle stieg dadurch von 7 auf 79. Ende 2020 bewohnten im Durchschnitt 442 Menschen jeden Mahalle, Elaçmaz war der bevölkerungsreichste (1.452 Einw.).

## Persönlichkeiten
- Hüseyin Çelik (* 1959), Hochschulprofessor, Politiker und ehemaliger Bildungsminister